# (8447) Cornejo
(8447) Cornejo – planetoida z grupy pasa głównego asteroid okrążająca Słońce w ciągu 3 lat i 142 dni w średniej odległości 2,26 au. Została odkryta 16 lipca 1974 roku w Obserwatorium Féliksa Aguilara przez zespół El Leoncito Station. Nazwa planetoidy pochodzi od Antonio Cornejo (ur. 1930), założyciela i przez ponad 30 lat dyrektora planetarium Galileo Galilei w Buenos Aires. Przed nadaniem nazwy planetoida nosiła oznaczenie tymczasowe (8447) 1974 OE.